# Folkrörelsernas arkivförbund
Folkrörelsernas arkivförbund (FA) bildades 1968 som en samarbetsorganisation för arkivinstitutioner och arkivbildare med koppling till de stora folkrörelserna i Sverige. Förbundet avslutade sin verksamhet 2018 i och med bildandet av Svenska Arkivförbundet.

## Historik
Framväxten av lokala och regionala folkrörelsearkiv i hela landet ledde till önskemål om en nationell samarbetsorganisation för dessa. Åke Wedin på Arbetarrörelsens arkiv och bibliotek tog initiativet till att bilda Folkrörelsernas arkivförbund. Den 26 maj 1968 sammanträdde knappt 40 representanter på LO-skolan i Åkers-Runö. Bland de representerade fanns bland annat LRF, Svenska Missionsförbundet, ABF, Folkets hus och parker, HSB, IOGT, Kooperativa förbundet och Svenska Riksidrottsförbundet.
Folkrörelsernas arkivförbundet arbetare främst med kurs- och konferensverksamhet riktad mot medlemmarna och gav också ut handböcker i arkivering. Folkrörelsernas arkivförbund hade ett nära samarbete med Näringslivsarkivens förening och det var dessa två organisationer som tillsammans tog initiativet att bilda Svenska Arkivförbundet år 2018.

## Ordföranden[2]
- 1968-1969 Hilding Röstin, LRF
- 1969-1973 Ragnar Widman, Missionsförbundet
- 1973-1982 Sven G Söderholm, Industritjänstemannaförbundet
- 1982-1990 Roland Larsson, Fastighetsanställdas förbund
- 1990-1994 Kjell Juhlin, Pappersindustriarbetareförbundet
- 1994-1994 Madli Kurdve, Blekingearkivet
- 1994-1995 Owe Norberg, Föreningsarkivet Västernorrland
- 1995-1998 Bertil Jansson, LO
- 1998-2007 Ingvar Söderström, Arbetarskyddsnämnden
- 2007-2011 Karin Englund, Arbetarrörelsens arkiv och bibliotek
- 2011-2018 Torgny Larsson, Pappersindustriarbetareförbundet

## Medlemmar
Förbundet hade 167 medlemmar år 2002, allt från det stora Arbetarrörelsens arkiv och bibliotek i Stockholm till Arkivet för UFO-forskning i Norrköping. Som förbundets informationsorgan fungerar tidskriften Tema Arkiv. 